# Ernst Christiansen
Ernst Valdemar Christiansen (* 28. März 1891 in Roskilde; † 4. Dezember 1974 in Kopenhagen) war ein dänischer Politiker der Kommunistischen Partei DKP (Danmarks Kommunistiske Parti) und später der Sozialdemokraten (Socialdemokraterne), der unter anderem zwischen 1919 und 1926 erster Vorsitzender der DKP war. Er war zudem von 1947 bis 1953 Mitglied der Ersten Kammer (Landsting) des Reichstages (Rigsdag) sowie zwischen 1955 und 1957 Minister ohne Geschäftsbereich.

## Leben

### Sozialdemokratischer und kommunistischer Funktionär und Journalist
Ernst Valdemar Christiansen, dessen Vater Jens Christiansen Geschäftsführer einer Färberei war, absolvierte nach dem Schulbesuch eine Berufsausbildung zum Typografen in Roskilde und arbeitete nach Abschluss der Ausbildung von 1910 bis 1912 als Typograf zunächst in Roskilde sowie im Anschluss zwischen 1912 und 1917 in Kopenhagen. Zu dieser Zeit begann er sein politisches Engagement im Sozialdemokratischen Jugendverband SUF (Socialdemokratisk Ungdomsforbund) und wurde 1910 zunächst Vorstandsmitglied des SUF in Roskilde, dessen Vorsitzender er zwischen 1911 und 1912 war. Danach war er zwischen 1913 und 1919 Vorsitzender des dänischen Socialdemokratisk Ungdomsforbund sowie zugleich von 1917 bis 1919 dessen Geschäftsführer. Zugleich war er zwischen 1915 und 1919 Mitglied des Hauptvorstands und des Exekutivkomitees der Sozialdemokratischen Partei (Socialdemokraterne) sowie von 1915 bis 1920 auch Mitglied des Büros der Sozialdemokratischen Jugendinternationale. Nachdem er aus der Sozialdemokratischen Partei ausgetreten war, trat er der am 9. November 1919 gegründeten Linkssozialistischen Partei DVSP (Danmarks Venstresocialistiske Parti) bei, die sich kurz darauf in Kommunistische Partei DKP (Danmarks Kommunistiske Parti) umbenannte. Er wurde 1919 erster Vorsitzender der DKP und verblieb in dieser Funktion bis 1926, woraufhin Sigvald Hellberg ihn ablöste. Er war zeitgleich der Redaktion der Zeitschriften der Partei und danach zwischen 1927 und 1930 Abteilungsleiter in der Handelsvertretung der Sowjetunion.
1930 trat Christiansen wieder den Sozialdemokraten bei und war zwischen 1930 und 1963 Mitglied des Vorstandes des Arbeiterrundfunkverbandes (Arbejdernes Radioforbund) sowie seit 1931 Mitarbeiter der Sozialdemokraten. Daneben war er zwischen 1931 und 1935 Vorsitzender der Arbeiter-Radioclubs (Arbejdernes Radioklubber) in Kopenhagen sowie seit 1932 auch Mitglied des Vorstandes der Arbeiter-Lesegesellschaft (Arbejdernes Læseselskab). Er war auch weiterhin als Journalist tätig und zwischen 1936 und 1939 Mitglied des geschäftsführenden Vorstandes des Journalistenverbandes (Dansk Journalistforbund) sowie von 1939 bis 1947 beim Stadtrat von Kopenhagen (Københavns Borgerrepræsentation) Vorsitzender der Presseloge, deren Ehrenmitglied er 1952 wurde. Gleichzeitig fungierte er zwischen 1939 und 1955 Vorstandsvorsitzender der Arbeiter-Rundfunkkooperation ARAKO (Arbejdernes Radio Kooperation) und Herausgeber der Zeitschrift Arbejderlytteren. Zudem engagierte er sich seit 1940 als Mitglied des Rundfunkrates und des Programmausschusses der öffentlich-rechtlichen Rundfunkgesellschaft Statsradiofonien.

### Landsting-Mitglied und Minister ohne Geschäftsbereich
Nach dem Ende der deutschen Besetzung Dänemarks im Zweiten Weltkrieg wurde Ernst Christiansen am 14. April 1947 für die Sozialdemokraten Mitglied der damaligen Ersten Kammer (Landsting) des Reichstages (Rigsdag) und vertrat in diesem bis zum 21. September 1953 den Wahlkreis 1. kreds. Zugleich war er Mitglied der Delegation bei den Vereinten Nationen in New York City 1947, in Paris 1948 und erneut in New York City 1953 und 1954 sowie bei der Parlamentarischen Versammlung des Europarates von 1950 bis 1953. Darüber hinaus war er 1948 Mitglied der Verteidigungskommission sowie zwischen 1950 und 1953 Mitglied des Außenpolitischen Rates (Det Udenrigspolitiske Nævn). Daneben war er von 1950 bis 1951 sowie erneut zwischen 1953 und seinem Tode 1974 Vorsitzender des Arbeiterrundfunkverbandes.
Am 30. August 1955 wurde Christiansen als Minister ohne Geschäftsbereich (Minister uden portefølje) in die Regierung Hansen I übernommen. Er bekleidete dieses Amt bis zum 28. Mai 1957 und war zuständig für außenpolitische Angelegenheiten, insbesondere für die Beziehungen zu den Vereinten Nationen und dem Europarat.

## Veröffentlichungen
Christiansen war Autor zahlreicher Sachbücher und übersetzte 1944 Utopia von Thomas Morus ins Dänische. Zu seinen Werken gehören:.
- Statskapitalisme, 1933
- Fra Lenin til Stalin, 1936
- Amerika, 1939
- Radioen under Krigen, Mitautor P. Nørgaard, 1945
- Danske Smede 1888–1948, 1948
- Hvorfor er socialdemokratiet forsvarsvenligt?, 1949
- Statsradiofonien 1925–1950, Mitautoren Jens Rosenkjær und Knud Rée, 1950
- En Stjernevogn kørte ud, 1952
- Arbejderne og socialismen, 1953
- En bygning vi rejser, Mitautoren O. Bertolt und Poul Hansen, 3 Bände, 1954–1955.